# Мириобиблион
Мириоби́блион (греч. Μυριοβίβλιον, буквально «тысяча книг», другое название Библиоте́ка — др.-греч. Βιβλιοθήκη) — сочинение Фотия, написанное до его первого патриаршества. Представляет собой краткое изложение (синопсисы) книг, которые он прочитал. Закончено не позднее 857 года.
Состоит из 279 глав; традиционное название каждой главы — «кодекс» (codex) — означает небольшой очерк, излагающий какое-нибудь произведение, реже — несколько произведений или краткую характеристику творчества какого-нибудь автора в целом.
В античную часть «Библиотеки» входят рефераты логических трактатов Аристотеля и комментариев к ним, классических историков (Диодор Сицилийский, Дионисий Галикарнасский, Дион Кассий) и ораторов (в частности, даны характеристики всех десяти аттических ораторов), а также эллинистических мифографов и греческих романов («Левкиппа и Клитофонт», Аполлоний Тианский, Лукий из Патр).
Editio princeps «Мириобиблиона» подготовил в 1601 году в Аугсбурге Давид Хёшель.